# Ventana

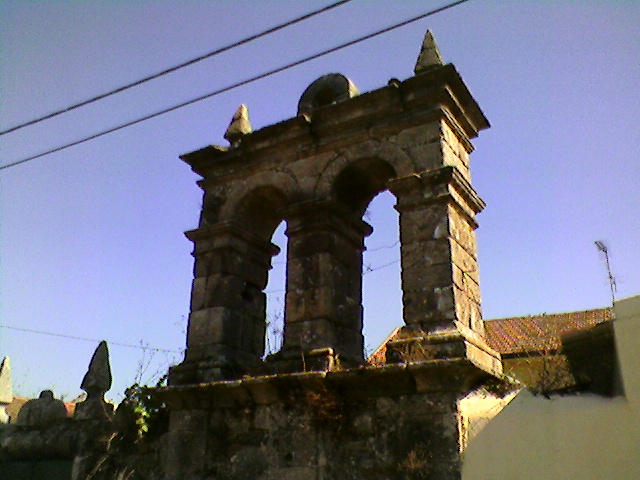
Campanário com duas ventanas.

Uma ventana é um elemento arquitetônico que consiste num vão de grandes dimensões, podendo servir para iluminação, arejamento ou para a colocação de sinos num campanário ou torre sineira.